# Melkoje
Melkoje (rusky Мелкое nebo Хоргы-Кюель), je jezero v Tajmyrském rajónu v Krasnojarském kraji v Rusku. Leží v široké kotlině mezi západními výběžky planiny Putorana. Má rozlohu 270 km². Průměrná hloubka je 3,9 m a maximální 22 m.

## Vodní režim
Zdroj vody je sněhový a dešťový. Rozsah kolísání úrovně hladiny je přibližně 4,7 m. Vyšší úroveň je v červenci a nižší v dubnu. Zamrzá v říjnu a rozmrzá na konci června. Odtéká z něj řeka Talaja. Je spojené průtokem Lamočen o délce 18 km) s jezerem Lama.